# اوبفیو
اوبفیو (انگلیسی: Obvio!) شرکت خودروسازی برزیلی است، که در سال ۱۹۹۷ تأسیس شد.